# Chilieni (okręg Vaslui)
Chilieni – wieś w Rumunii, w okręgu Vaslui, w gminie Coroiești. W 2011 roku liczyła 214 mieszkańców.